# James Mancham

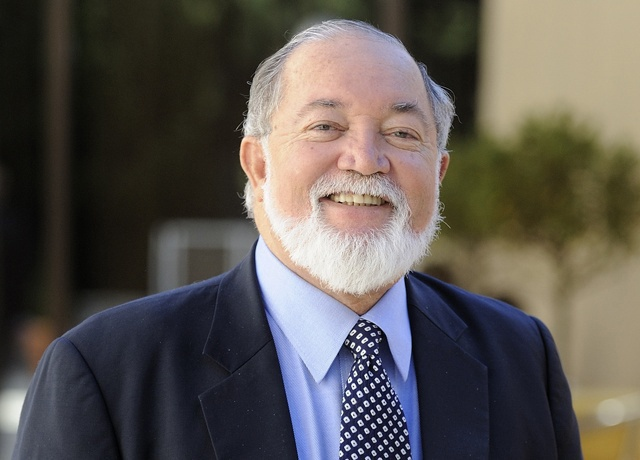
James Mancham in 2014

James Richard Marie Mancham (Victoria, 11 augustus 1939 – Mahé, 8 januari 2017) was een Seychels staatsman. 
Mancham richtte in 1964 de Seychelles Democratic Party (SDP) op. In 1970 werd hij eerste minister en in 1975 premier van de autonome Seychellen. Na de onafhankelijkheid van de Seychellen op 29 juni 1976 werd hij de eerste president van de republiek. 
Mancham en zijn SDP waren grote voorstanders van nauwe betrekkingen met het vroegere moederland, het Verenigd Koninkrijk. Tijdens een bezoek van James Mancham aan Londen pleegden aanhangers van premier France-Albert René een staatsgreep. Sindsdien verbleef Mancham in Engeland en voerde oppositie tegen de nieuwe regering van president René.
In 1991 werden de Seychellen weer een democratie en in 1993 keerde Mancham naar de Seychellen terug als presidentskandidaat voor de SDP. De verkiezingen werden echter gewonnen door de zittende president, René.
Mancham overleed in januari 2017 op 77-jarige leeftijd.